# Gwiazda przewodnia
Gwiazda przewodnia (Marjorie's Quest) – powieść amerykańskiej pisarki Jeanie Gould (znanej w Polsce również jako Joan Gould oraz Joanna Gould).
Historia kilkuletniej Małgosi, żyjącej w drugiej połowie XIX wieku. Dziewczynka nic nie wie o swoim pochodzeniu. Tuła się po rodzinach zastępczych i sierocińcach. Przypadek sprawia, że za sprawą jednej z kolejnych rodzin po latach poznaje swoją tożsamość.
Książka była kilkakrotnie wydawana w Polsce. Relacje między kilkuletnią Małgosią i nastoletnim Rexem były jedną z inspiracji dla Henryka Sienkiewicza, podczas pisania W pustyni i w puszczy .